# Republica Moldova la Jocurile Olimpice de iarnă din 2014

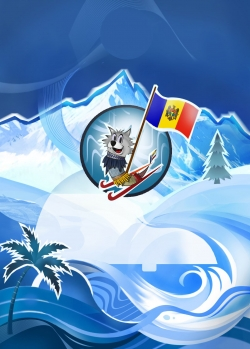
Simbolul olimpic al echipei Republicii Moldova, Leul dacic

Republica Moldova a participat la Jocurile Olimpice de iarnă din 2014 din Soci, Rusia în perioada 7 - 23 februarie 2014, cu o delegație de 4 sportivi care concurează la 4 sporturi (biatlon, sanie, schi alpin, schi fond), cu 3 mai puțini decât în 2010. Pentru pregătirea sportivilor, guvernul a alocat o sumă de 500 mii lei.
Președintele Republicii Moldova, Nicolae Timofti, nu a fost prezent la Jocurile Olimpice. Absența la Olimpiadă a șefului statului a fost confirmată de purtătorul lui de cuvânt, Vlad Țurcanu, care însă nu a specificat motivul absenței.

## Biatlon
Republica Moldova a calificat o singură sportivă la probele de biatlon. Alexandra Camenșcic a participat și la probele de schi fond.
| Sportiv             | Probă          | Timp    | Ratări  | Loc |
| ------------------- | -------------- | ------- | ------- | --- |
| Alexandra Camenșcic | Sprint feminin | 27:37,0 | 5 (2+3) | 84  |

## Sanie
Republica Moldova a calificat un sănier, Bogdan Macovei, pe baza rezultatului lui din cadrul Cupei Mondiale de Sanie 2013-2014, locul 38. Participarea lui a fost confirmată pe data de 22 ianuarie 2014.
| Sportiv        | Probă               | Manșa 1 | Manșa 1 | Manșa 2 | Manșa 2 | Manșa 3 | Manșa 3 | Manșa 4 | Manșa 4 | Total    | Total |
| Sportiv        | Probă               | Timp    | Loc     | Timp    | Loc     | Timp    | Loc     | Timp    | Loc     | Timp     | Loc   |
| -------------- | ------------------- | ------- | ------- | ------- | ------- | ------- | ------- | ------- | ------- | -------- | ----- |
| Bogdan Macovei | Individual masculin | 54,591  | 37      | 54,271  | 35      | 53,925  | 35      | 53,779  | 36      | 3:36,566 | 36    |

## Schi alpin
Conform listei de sportivi calificați publicată la 20 ianuarie 2014, Republica Moldova avea doi sportivi calificați. Schiorul alpin italian Mirko Deflorian s-a retras acuzând rezultatele slabe.
| Sportiv       | Probă            | Manșa 1 | Manșa 1 | Manșa 2 | Manșa 2 | Total | Total |
| Sportiv       | Probă            | Timp    | Loc     | Timp    | Loc     | Timp  | Loc   |
| ------------- | ---------------- | ------- | ------- | ------- | ------- | ----- | ----- |
| Georg Lindner | Super-G masculin | NAT     | NAT     | NAT     | NAT     | NAT   | NAT   |

## Schi fond
Conform listei de calificați publicată pe 20 ianuarie 2014, Republica Moldova a avut doi sportivi calificați. Participarea acestora a fost confirmată la data de 22 ianuarie 2014.
Distanță
| Sportiv             | Probă                | Finală  | Finală   | Finală |
| Sportiv             | Probă                | Timp    | Deficit  | Loc    |
| ------------------- | -------------------- | ------- | -------- | ------ |
| Alexandra Camenșcic | 10 km clasic feminin | 39:52,6 | +11:34,8 | 71     |

Sprint
| Sportiv        | Probă           | Calificări | Calificări | Sferturi de finală | Sferturi de finală | Semifinale   | Semifinale   | Finală       | Finală       |
| Sportiv        | Probă           | Timp       | Loc        | Timp               | Loc                | Timp         | Loc          | Timp         | Loc          |
| -------------- | --------------- | ---------- | ---------- | ------------------ | ------------------ | ------------ | ------------ | ------------ | ------------ |
| Victor Pînzaru | Sprint masculin | 4:04,91    | 77         | Nu a avansat       | Nu a avansat       | Nu a avansat | Nu a avansat | Nu a avansat | Nu a avansat |